# Ono (Wallis und Futuna)
Ono ist ein Dorf im Königreich Alo, welches als Teil des französischen Überseegebiets Wallis und Futuna zu Frankreich gehört.

## Lage
Das Dorf erstreckt sich entlang der dichter besiedelten Südküste der Insel Futuna in der Inselgruppe der Horn-Inseln. Im Westen grenzt es an Malaʻe, im Osten an Kolia. Auf dem Gebiet von Ono befindet sich die Église de Notre-Dame des Martyrs, eine größere Kirche, und die Église Évangélique de Futuna. Im Westen liegt eine katholische Missionsstätte.

## Bevölkerung
Ono ist mit 504 Einwohnern das größte Dorf Alos. In ganz Wallis und Futuna nahm die Bevölkerungszahl in den letzten Jahren stark ab; so sank die Einwohnerzahl von 738 Personen 2003 zunächst auf 667 Personen 2008 und weiter auf 504 Personen (Stand 1. Januar 2023). Viele wandern nach Neukaledonien aus.

## Persönlichkeiten
- Françoise Perroton (1796–1873), lebte von 1854 bis zu ihrem Tod als Pionierin der Laienmissionarinnen (SMSM) in Kolopelu (Ono)